# Żydowska Ogólnopolska Organizacja Młodzieżowa
Żydowska Ogólnopolska Organizacja Młodzieżowa (ŻOOM lub ZOOM) – żydowska organizacja młodzieżowa istniejąca w latach 2007–2016.
Powstała w 2007 roku po rozwiązaniu Polskiej Unii Studentów Żydowskich.
Celami organizacji było:
- jednoczenie młodzieży żydowskiej w Polsce
- dążenie do poznania, zachowania, rozwoju i upowszechniania kultury i tradycji żydowskiej
- nawiązywanie oraz umacnianie kontaktów z organizacjami żydowskimi w Polsce oraz poza jej granicami
- przeciwstawianie się wszelkiej dyskryminacji i jej przejawom
- wspieranie organizacyjne i rzeczowe osób fizycznych i jednostek organizacyjnych podejmujących powyższe działania
- udział w życiu publicznym w Rzeczypospolitej Polskiej[3].

Przeznaczona była dla osób pochodzenia żydowskiego w wieku od 16 do 35 lat.
7 lutego 2016 roku Walne Zgromadzenie podjęło uchwałę o rozwiązaniu.